# سیمز ۳: ماوراطبیعی
سیمز ۳: ماوراطبیعی (به انگلیسی: The Sims 3: Supernatural) هفتمین نسخه از سری بازی‌های سیمز در ویندوز و اواس ده است.

## گیم پلی
بازیکنان می‌توانند جادوگران،زامبیها،خون‌آشامها،ارواح و اگر بازی سیمز ۳: وقت نمایش نصب شده باشد غول چراغ جادو نیز به وجود بیاورند که هر کدام از آن‌ها توانایی‌هایی که اغلب جادویی هستند و ویژگی‌های مخصوص به خودشان را دارند. این بازی در یک دنیای جدیدی به نام Moonlight Falls در جریان است.
در این بازی سیمزتان می‌تواند مهارت‌های جدیدی یاد بگیرد به طور مثال مهارت کیمیاگری را یاد بگیرند. هم چنین مهارت‌های جدیدی وجود دارد که می‌توان با استفاده از کلمه‌های مخصوص جادوگری چیزی یا کسی را جادو کرد. اشیاء جدیدی در این بازی وجود دارد که عبارتند از:جارو، آینه سحر و جادو و...
بازیکنان می‌توانند با خوردن معجون زامبی به زامبی تبدیل شوند.

## نسخه‌ها
این بازی دارای ۳ نسخه است که عبارتند از:نسخه معمولی، نسخه محدود شده و نسخه اصل.
نسخه محدود شده شامل آیتم‌های منحصربه‌فرد است که عبارتند از: گیاهان در مقابل زامبیها، لباس و کت وشلوار و روزنامه مخصوص زامبیها.
نسخه اصل دارای تمام این آیتم‌ها است البته آیتم‌های بیش تری هم دارد.